# Anna Pogorílaya
Anna Alekséyevna Pogorílaya (en ruso: Анна Алексеевна Погорилая; Moscú, 10 de abril de 1998) es una patinadora artística sobre hielo rusa retirada,  Fue ganadora de la medalla de bronce del Campeonato del Mundo de patinaje artístico sobre hielo 2016, tres veces medallista del Campeonato de Europa y medallista de bronce del Grand Prix Final de 2016-2017.

## Carrera

### Primeros pasos

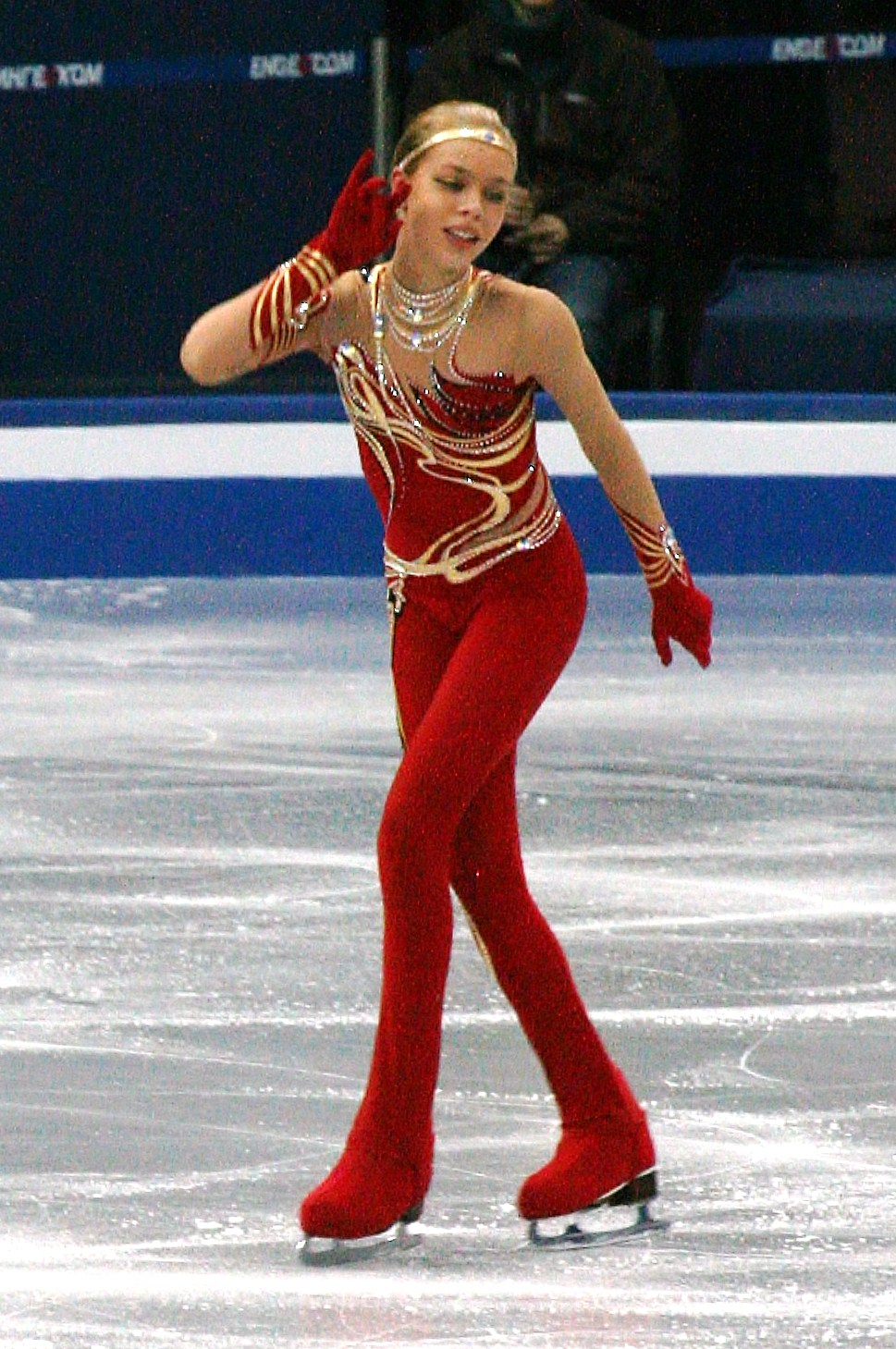
Pogorilaya en la Gran Prix Final de 2012.

A la edad de cuatro años inició en el mundo del patinaje artístico y en el año 2004 Anna Tsareva se convirtió en su primera entrenadora. Durante la temporada de 2009-2010 sufrió de problemas en ambas piernas y no pudo participar, lo hizo hasta el Campeonato Júnior de Rusia de 2011, donde quedó en el lugar número 15.

### Debut profesional
En la temporada de 2012-2013 la patinadora hizo su debut en la categoría ISU Junior Grand Prix, ganó el bronce en Croacia y su primera medalla de oro en Alemania, terminó calificando a la final en Sochi, donde obtuvo el bronce. Hizo su debut en la categoría senior donde obtuvo el tercer lugar en la Copa de China de 2013. Por obtener el octavo lugar en el Campeonato de Rusia en 2014, no pudo ser asignada a la clasificación para Europa. Pogorilaya inició la temporada 2014-2015 en el Abierto de Japón de 2014, terminó en tercer lugar con una calificación de 122.52 puntos en el programa libre. En el Grand Prix Final de Barcelona terminó en cuarto lugar.

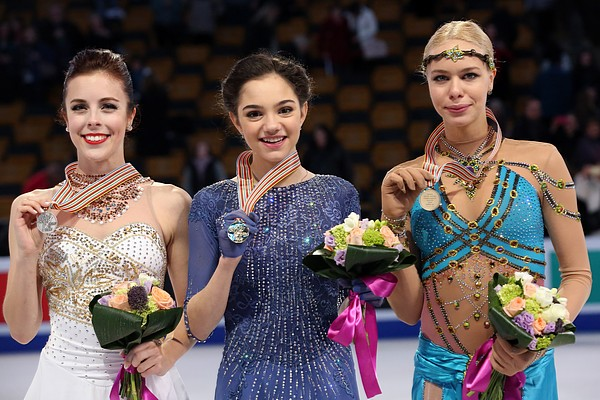
Pogorilaya compartiendo el podio con Medvedeva y Wagner en 2016.

La patinadora ganó la cuarta posición en el Campeonato de Rusia de 2015 con una califación de 71.17 en el programa corto y 133.24 en su programa libre, con un total combinado de 204.51. Pogorilaya fue seleccionada para competir en el Campeonato de Europa de 2015 donde ganó la medalla de bronce. Antes del Campeonato del mundo de Shanghái de 2015, la patinadora estuvo un mes fuera del hielo debido a un problema en una rodilla a causa de un ligamento parcialmente dañado, pero siguió compitiendo y quedó en el lugar número 13 con un total de 160.31 puntos.
En su inicio de temporada del ISU Challenger Series Pogorilaya ganó la plata en 2015 y terminó en cuarto lugar en la Copa de China 2015. En la celebración del Campeonato de Rusia de 2016 en diciembre, terminó ganando la medalla de bronce. Para el mes de enero de 2016 la patinadora repitió de nuevo con un bronce en el Campeonato de Europa, celebrado en Eslovaquia y para el evento con sede en Boston en 2016 se quedó con el tercer lugar, participaron su compañera rusa Evgenia Medvedeva y la americana Ashley Wagner. En ese mismo año Pogorilaya ganó en los eventos de la Copa Rostelecom y el Trofeo NHK, obtuvo el bronce en su tercer GPF en Marsella, Francia. En 2017 Pogorilaya tuvo momentos buenos y otros negativos, cayendo varias veces durante el programa libre, ocasionó que fuera reemplazada por Elena Radionova para el equipo ruso.

### Temporada 2017-2018

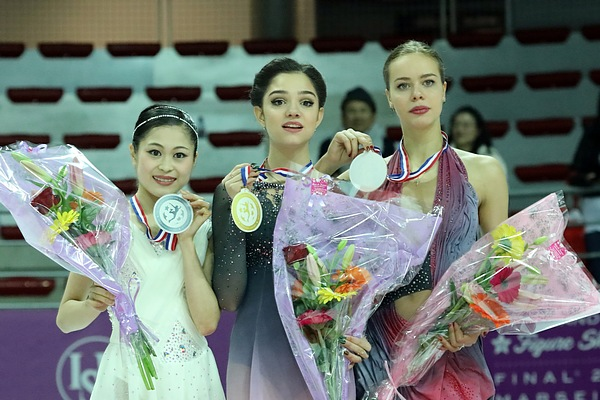
En el Grand Prix Final de 2016 Pogorilaya quedó en 3.º lugar.

En la temporada olímpica de 2017-2018 la patinadora no participó en los eventos de Sochi debido a una lesión, en octubre de 2017 atendió la segunda ronda de la Copa de Rusia pero no terminó su programa libre debido a un malestar en su espalda.

## Vida extradeportiva
Sus padres son ucranianos y tiene un hermano mayor.

## Programas
En la temporada 2012-2013 el programa libre de Pogorilaya fue Songs from the Victorious City de Anne Dudley y su programa corto fue Danse de Phryne de Charles Gounod.
- Temporada 2013-2014[15]

Programa libre: El Choclo (Kiss of Fire) de Ikuko Kawai
Programa corto: Mermaids de Hans Zimmer
- Temporada 2014-2015[16]

Programa libre: Adagio de Albinoni de Remo Giazotto, Tomaso Albinoni
Programa corto: The Firebird de Igor Stravinsky
- Temporada 2015-2016[17]

Programa libre: Boléro de Vanessa-Mae (Coreografía de Nikolai Morozov)
Programa corto: Scheherazade de Nikolai Rimski-Kórsakov
- Temporada 2016-2017[18]

Programa libre: Scent of a Woman (Coreografía de Misha Ge)
Programa corto: Le di a la caza alcance de Estrella Morente, Michael Nyman; Memorial Requiem de Michael Nyman
- Temporada 2017-2018[19]

Programa libre: Esperanza de Maxime Rodriguez
Programa corto: El lago de los cisnes de Piotr Ilich Chaikovski
- Temporada 2018-2019

Programa corto: Esperanza de Maxime Rodriguez
Programa libre: Frida de Elliot Goldenthal

### Resultados nivel sénior
| Temporada 2017-2018                    |                                 |                |                |           |
| Fecha                                  | Evento                          | Programa corto | Programa libre | Total     |
| 27–29 de octubre de 2017               | Skate Canada International 2017 | 2 69.05        | 10 87.84       | 9 156.89  |
| Temporada 2016-2017                    |                                 |                |                |           |
| Fecha                                  | Evento                          | Programa corto | Programa libre | Total     |
| 29 de marzo – 2 de abril de 2017       | Campeonato del Mundo 2017       | 4 71.52        | 15 111.85      | 13 183.37 |
| 25–29 de enero de 2017                 | Campeonato de Europa de 2017    | 2 74.39        | 3 137.00       | 2 211.39  |
| 20–26 de diciembre de 2016             | Campeonato de Rusia 2017        | 4 73.45        | 4 142.17       | 4 215.62  |
| 8–11 de diciembre de 2016              | Final del Grand Prix 2016-2017  | 4 73.29        | 3 143.18       | 3 216.47  |
| 25–27 de noviembre de 2016             | Trofeo NHK 2016                 | 1 71.56        | 1 139.30       | 1 210.86  |
| 4–6 de noviembre de 2016               | Copa Rostelecom 2016            | 1 73.93        | 1 141.28       | 1 215.21  |
| 6–10 de octubre de 2016                | Trofeo CS Finlandia de 2016     | 1 69.50        | 3 113.30       | 3 182.80  |
| 1 de octubre de 2016                   | Abierto de Japón de 2016        | - -            | 4 132.04       | 4P/2T     |
| Temporada 2015-2016                    |                                 |                |                |           |
| Fecha                                  | Evento                          | Programa corto | Programa libre | Total     |
| 28 de marzo de – 3 de abril de 2016    | Campeonato del Mundo de 2016    | 2 73.98        | 4 139.71       | 3 213.69  |
| 26–31 de enero de 2016                 | Campeonato de Europa de 2016    | 3 63.81        | 3 123.24       | 3 187.05  |
| 24–27 de diciembre de 2015             | Campeonato de Rusia de 2016     | 4 71.22        | 3 143.08       | 3 214.30  |
| 27–29 de noviembre de 2015             | Trofeo NHK 2015                 | 11 47.35       | 4 117.28       | 9 164.63  |
| 6–8 de noviembre de 2015               | Copa de China 2015              | 4 61.47        | 4 122.69       | 4 184.16  |
| 15–18 de octubre de 2015               | Mordovian Ornament de 2015      | 2 72.26        | 1 141.81       | 1 214.07  |
| 1–3 de octubre de 2015                 | Trofeo Ondrej Nepela de 2015    | 9 53.01        | 1 125.37       | 2 178.38  |
| Temporada 2014-2015                    |                                 |                |                |           |
| Fecha                                  | Evento                          | Programa corto | Programa libre | Total     |
| 23–29 de marzo de 2015                 | Campeonato del Mundo de 2015    | 9 60.50        | 13 99.81       | 13 160.31 |
| 28 de enero – 1 de febrero de 2015     | Campeonato de Europa de 2015    | 3 66.10        | 3 125.71       | 3 191.81  |
| 24–27 de diciembre de 2014             | Campeonato de Rusia de 2015     | 4 71.17        | 4 133.34       | 4 204.51  |
| 11–14 de diciembre de 2014             | Final del Grand Prix 2014-2015  | 4 61.34        | 4 118.95       | 4 180.29  |
| 14–15 de noviembre de 2014             | Copa Rostelecom 2014            | 3 59.32        | 2 114.11       | 2 173.43  |
| 31 de octubre – 1 de noviembre de 2014 | Skate Canada International 2014 | 1 65.28        | 1 126.53       | 1 191.81  |
| 2–4 de octubre de 2014                 | Abierto de Japón de 2014        | - -            | 3 122.52       | 1         |
| Temporada 2013-2014                    |                                 |                |                |           |
| Fecha                                  | Evento                          | Programa corto | Programa libre | Total     |
| 27–29 de marzo de 2014                 | Campeonato del Mundo de 2014    | 6 66.26        | 3 131.24       | 4 197.50  |
| 24–26 de diciembre de 2013             | Campeonato de Rusia de 2014     | 10 59.35       | 5 121.53       | 8 180.88  |
| 5–8 de diciembre de 2013               | Final del Grand Prix 2013-2014  | 6 59.81        | 5 112.07       | 6 171.88  |
| 15–17 de noviembre de 2013             | Trofeo Eric Bompard de 2013     | 2 60.03        | 3 124.66       | 3 184.69  |
| 1–2 de noviembre de 2013               | Copa de China 2013              | 3 60.24        | 1 118.38       | 1 178.62  |